# Margelopsis australis
Margelopsis australis is een hydroïdpoliep uit de familie Margelopsidae. De poliep komt uit het geslacht Margelopsis. Margelopsis australis werd in 1910 voor het eerst wetenschappelijk beschreven door Browne. 